# Akademické centrum Borise Němcova pro výzkum Ruska

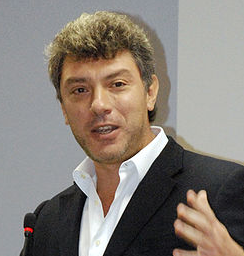
Boris Němcov (2008)

Akademické centrum Borise Němcova pro výzkum Ruska (ACBN) bylo založeno na Filozofické fakultě Univerzity Karlovy 8. února 2018. Bude podporovat konkrétní badatelské projekty, pořádat veřejné přednášky, letní školy, vědecké semináře a konference a spolupracovat s dalšími výzkumnými a akademickými centry. 

## Zakladatelé a vedení

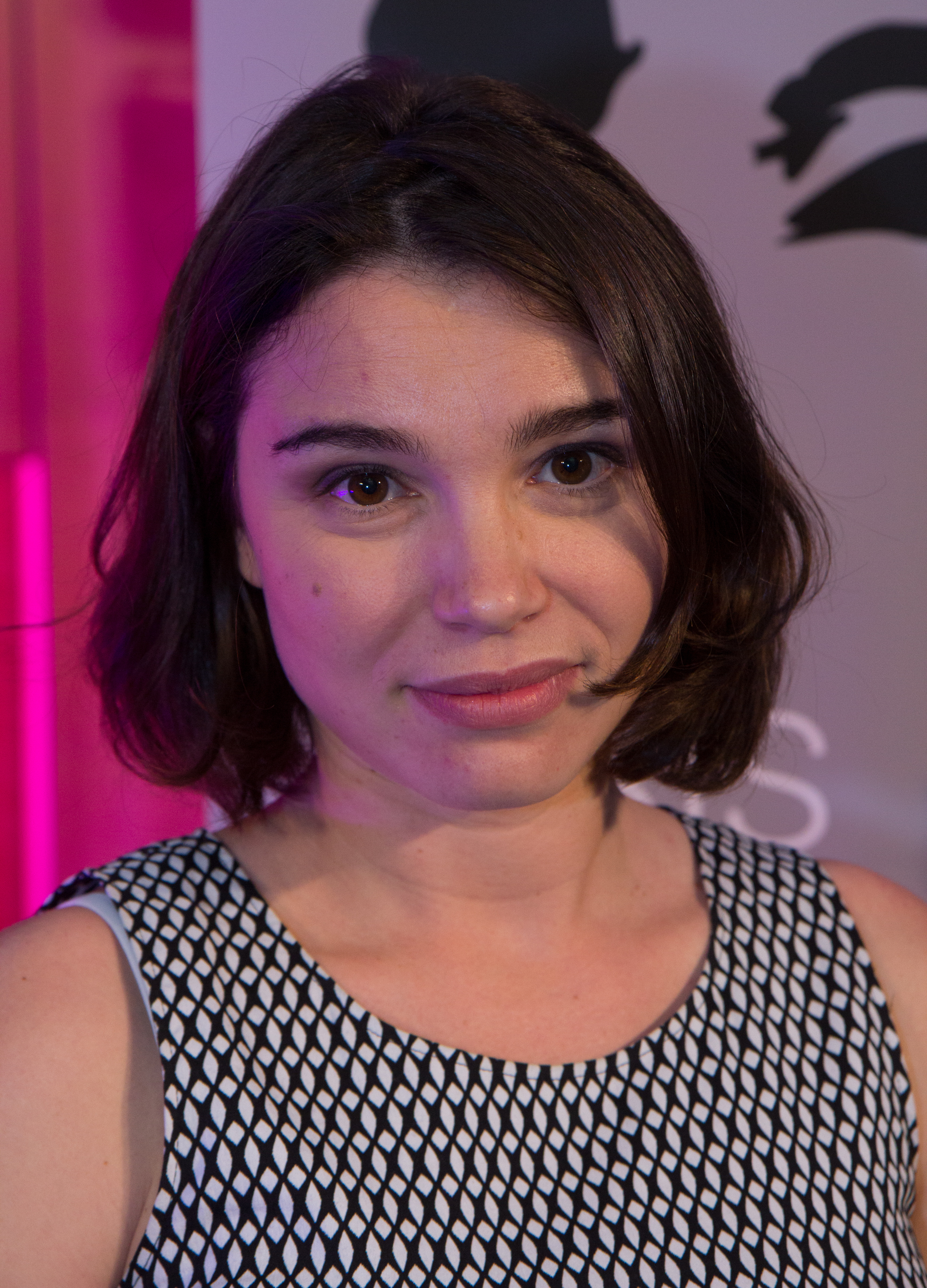
Žanna Němcovová

Centrum vzniklo jako společný projekt nadnárodní Nadace Borise Němcova s Karlovou Univerzitou. Vznik centra inicioval ředitel Ústavu východoevropských studií FF UK Marek Příhoda, který se spolu s ruským politologem Alexandrem Morozovem stal jeho ředitelem. Smlouvu o jeho otevření podepsaly 17. ledna děkanka fakulty Mirjam Friedová a dcera zavražděného politika Žanna, která je zakladatelkou Nadace Borise Němcova.
Založení Centra se osobně zúčastnil ministr obrany Martin Stropnický a Žanna Němcovová, dcera zavražděného ruského vicepremiéra, později opozičního politika Borise Němcova.
Žanna Němcovová na otázku, proč založila Akademické centrum Borise Němcova právě v České republice, odpověděla:
—  Žanna Němcovová: Rozhovor s Petrou Procházkovou. 

## Činnost ACBN
Od 16. července do 5. srpna 2018 probíhá v Praze první Letní škola pro mladé novináře, mediální aktivisty a bloggery z Ruska a USA, kteří se zabývají Ruskem a Společenstvím nezávislých států. Letní školu pořádá společně Akademické centrum Borise Němcova a Ústav východoevropských studií FF UK.
V roce 2024 vyšlo najevo, že instituce byla infiltrována ruským agentem GRU Pavlem Rubcovem alias Pablem Gonzálezem poté, co byl Rubcov organizátory pozván jako lektor na Letní školu. Toto zjištění vyvolalo kritiku na adresu centra i vedení Filozofické fakulty UK ze strany části akademické obce a veřejnosti.

## Nadace Borise Němcova

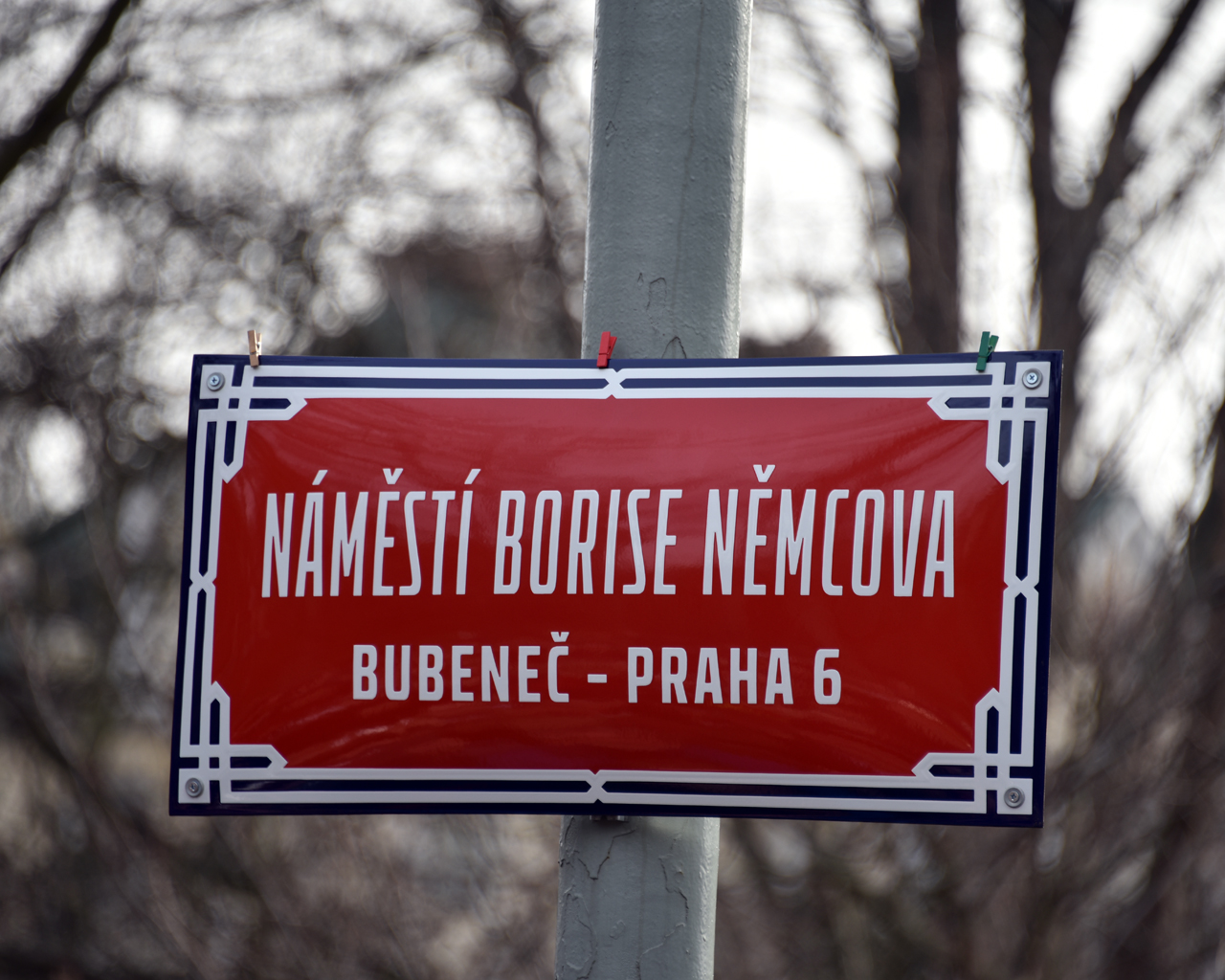
Náměstí Borise Němcova

Nadace usiluje o řádné vyšetření vraždy Borise Němcova, nalezení objednavatelů vraždy a jejich odsouzení. Jejich podáním se zabývá Výbor pro právní záležitosti a lidská práva Parlamentního shromáždění Rady Evropy. 
Ve světě připomíná Borise Němcova mimo jiné tím, že iniciuje pojmenování význačných náměstí po tomto politikovi. Městská rada ve Washington D.C. schválila v den třetího výročí od zavraždění Němcova (27. února 2018) přejmenování ulice před Ruskou ambasádou na náměstí Borise Němcova. Podobný krok učinila v květnu 2018 městská rada Vilniusu.
V Praze již rok po zavraždění Borise Němcova vznikla petice žádající Magistrát hlavního města Prahy, aby přejmenoval náměstí Pod kaštany naproti Ruskému velvyslanectví na náměstí Borise Němcova. Náměstí nese jméno Borise Němcova od 27. února 2020, tedy pět let poté, co byl Němcov zastřelen.

### Cena Borise Němcova za odvahu
Nadace Borise Němcova od roku 2016 uděluje Cenu Borise Němcova za odvahu. Nominanty navrhují čtenáři opozičního deníku Novaja gazeta a vybírá je Správní rada Nadace.  Ceny se udělují v Bonnu
- 2016 Lev Šlosberg, ruský opoziční novinář, politik a obhájce lidských práv (za článek z léta roku 2014 o vyšetřování smrti skupiny ruských výsadkářů ze Pskova, kteří podle opozičních zdrojů zahynuli během bojů na východě Ukrajiny)[12]
- 2017 Ildar Dadin, politický vězeň
- 2018 Naděžda Mitjuškina, členka výboru Ruského demokratického hnutí “Solidarnosť”
- 2019 Anastasia Ševčenko, občanská aktivistka
- 2020 Konstantin Kotov, občanský aktivista
- 2021 Alexej Navalnyj
- 2022 Volodymyr Zelenskyj
- 2023 novinářka Marija Ponomarenková, odsouzená na 6 let za "šíření dezinformací" o ruské armádě, Nikita Tuškanov, učitel dějepisu z Komijské republiky, 5,5 let vězení za "schvalování terorismu", železničář Michail Simonov z Voroneže, 7 let vězení, osmnáctiletý Maxim Lypkaň z Moskvy, stíhaný za rozhovor pro RFE/RL a statusy na platformě Telegram, Vladimir Rumiancev, topič z Vologdy, 3 roky za protiválečný postoj[13][14]

### Správní rada Nadace Borise Němcova
- Předseda: Vladimir Kara-Murza
- Místopředseda: Julius von Freytag-Loringhoven
- Členové: Sabine Leutheusser-Schnarrenberger, Michail Chodorkovskij, Cathy Breen, Michael McFaul